# عمر النصف للبلازما
يعرف عمر النصف للبلازما (بالإنجليزية : Plasma half-live time ) بأنه الزمن الذي يعقب حقن شخص في أحد الأوردة بعقار عالي التركيز في بلازما الدم حتى ينخفض تركيزها إلى النصف . ويعد عمر النصف للبلازما من البيانات  الهامة في الحركية الدوائية ؛ ويرمز له بالرمز  t( ½) . فإذا تحلل الدواء في الكبد فيكون انخفاض تركيزه في البلازما تابعا دالة أسية بالنسبة للزمن .
وتصف المعادلة التالية هذا الانخفاض  في تركيز العقار في البلازما مع الزمن :
{\displaystyle C_{t}=C_{0}e^{-kt}\,}

حيث:
- Ct تركيز المادة بعد الزمن t
- C0 التركيز الأصلي عند البدء (t=0)
- k ثابت اختفاء

تحلل أسي لمادة مع الزمن. كمية المادة في الأصل (0)N وكميتها عندما يتحلل النصف (1/2)N ؛ المحور الأفقي يبين الزمن.

وتوصف العلاقة بين «ثابت الاختفاء» وعمر النصف  بالمعادلة التالية:
{\displaystyle k={\frac {\ln 2}{t_{1/2}}}\,}
في جميع الأحوال يتتبع تركيز الدواء أو المادة في البلازما مع الزمن ، ويرسم تغير القياسات مع الزمن ، بهذا يمكن عزل تأثيرات عرضية ناشئة من امتصاص  أو توزيع في الجسم. من الرسم البياني يمكن تعيين عمر النصف للمادة في الجسم.

## اقرأ أيضا
- عمر النصف الحيوي
- بروتين
- محلل البروتين